# Tkanie rękawic furmańskich

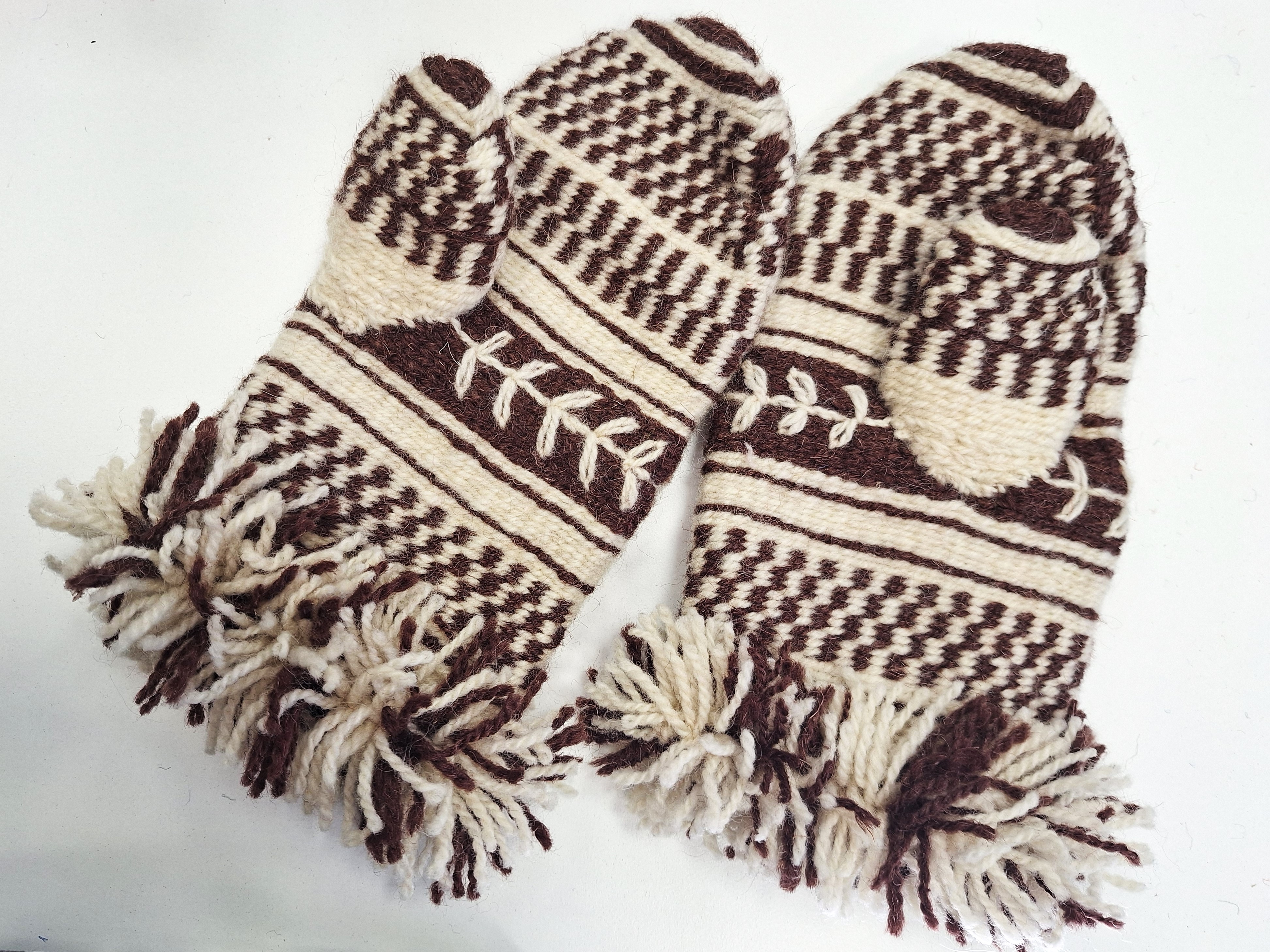
Dwukolorowe rękawice furmańskie z frędzlami

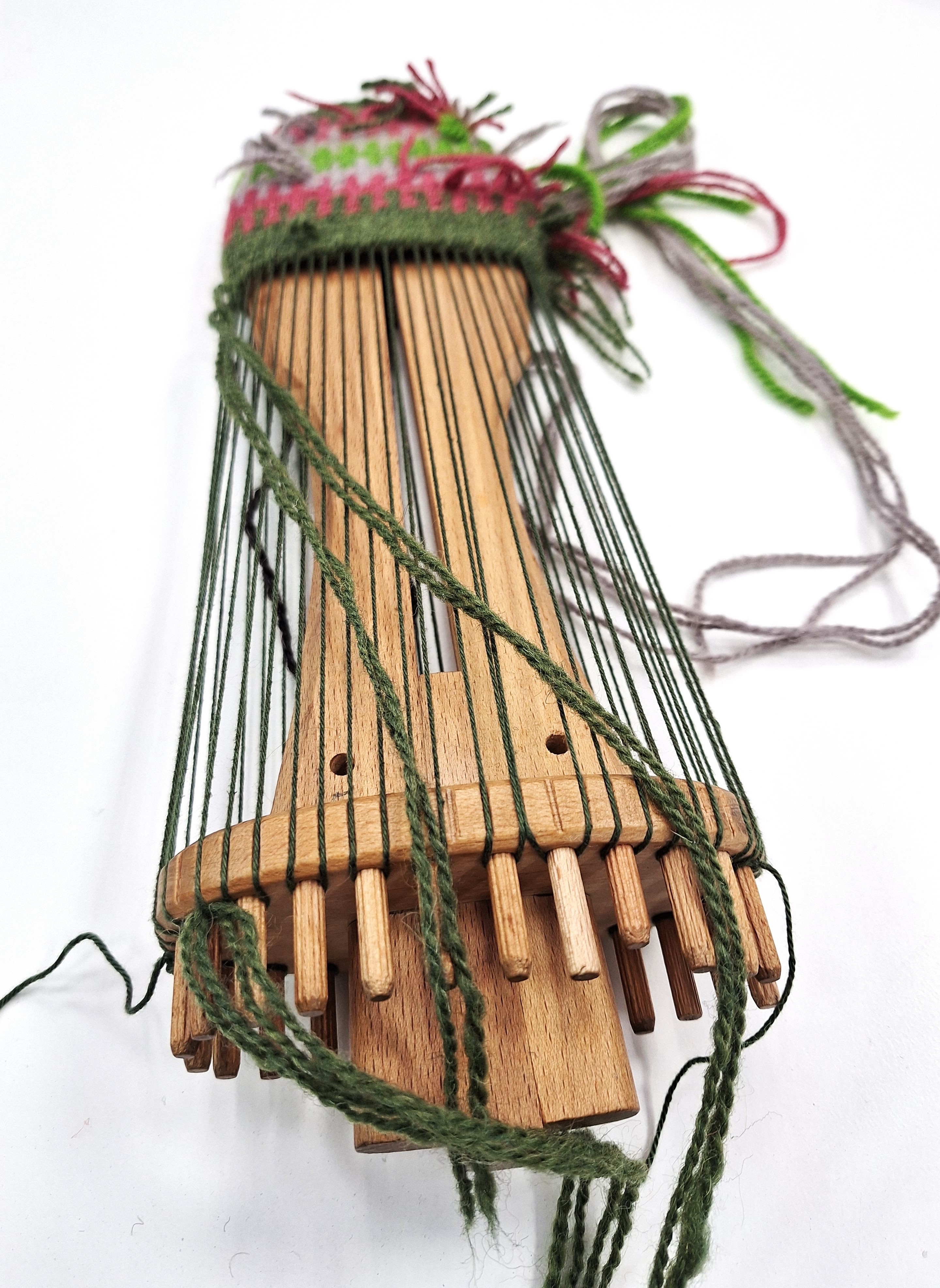
Forma na dłoń z rozpoczętą pracą

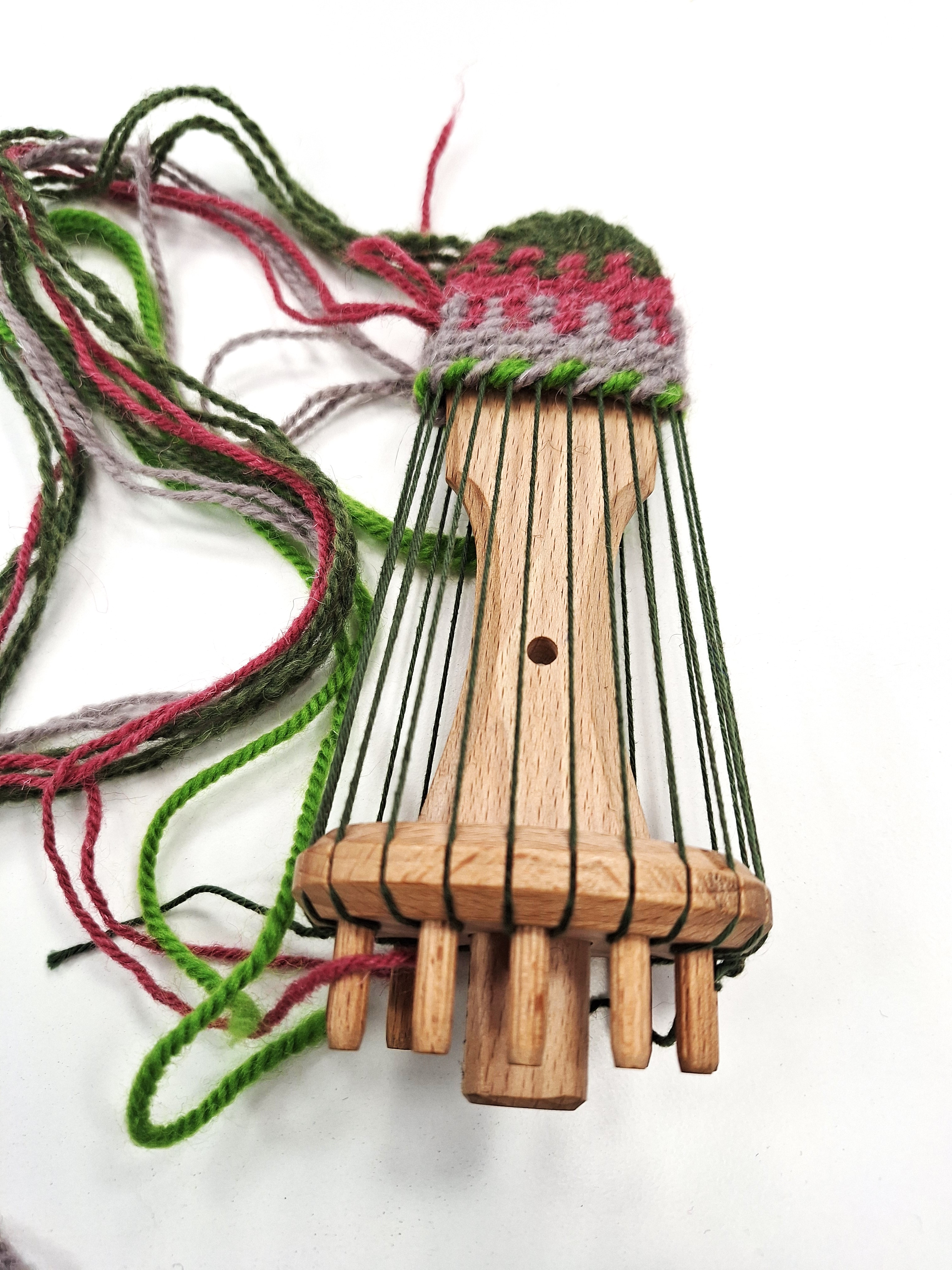
Forma na kciuk z rozpoczętą pracą

Tkanie rękawic furmańskich (łapawic) – proces wytwarzania rękawic na przestrzennej formie zwanej „deską”, charakterystyczny w kulturze Górali Nadpopradzkich.
Tkanie rękawic furmańskich zostało wpisane na krajową listę niematerialnego dziedzictwa kulturowego 26 października 2022 roku.

## Historia
Tkanie rękawic zwanych „furmańskimi” związane jest z tradycjami Górali Nadpopradzkich (tych zamieszkujących Piwniczną współcześnie zwie się również Czarnymi Góralami). Grube rękawice bardzo dobrze chroniły przed wiatrem i zimnem, a także przed zranieniami dłoni. Umiejętność wytwarzania rękawic, które początkowo wykonywali jedynie mężczyźni, była przekazywana z pokolenia na pokolenie. Nazwa („furmańskie”) wywodzi się od tego, że były one najczęściej noszone przez furmanów pracujących przy zwózce drewna z lasu lub podczas zimowych prac w gospodarstwie.
Umiejętność tkania rękawic „na desce” (zwanej też „kopytem”), dawniej znana na terenie prawie całych Karpat, zaczęła zanikać pod koniec XX wieku. Ostatni tkacze: Władysław Polański (zm. 2009) i Michał Nakielski (zm. 2020) zdołali przed śmiercią przekazać umiejętność wytwarzania rękawic osobom, które obecnie kultywują i promują tradycję. 
Tradycja tkania rękawic furmańskich spotykana jest (stan na 2025) głównie na obszarze gminy Piwniczna-Zdrój, a jej głównym ośrodkiem jest Muzeum Regionalne w Piwnicznej-Zdroju. W roku 2021 z inicjatywy Towarzystwa Miłośników Piwnicznej utworzony został Szlak Tkacki Rękawic Furmańskich obejmujący 20 domów.

## Opis

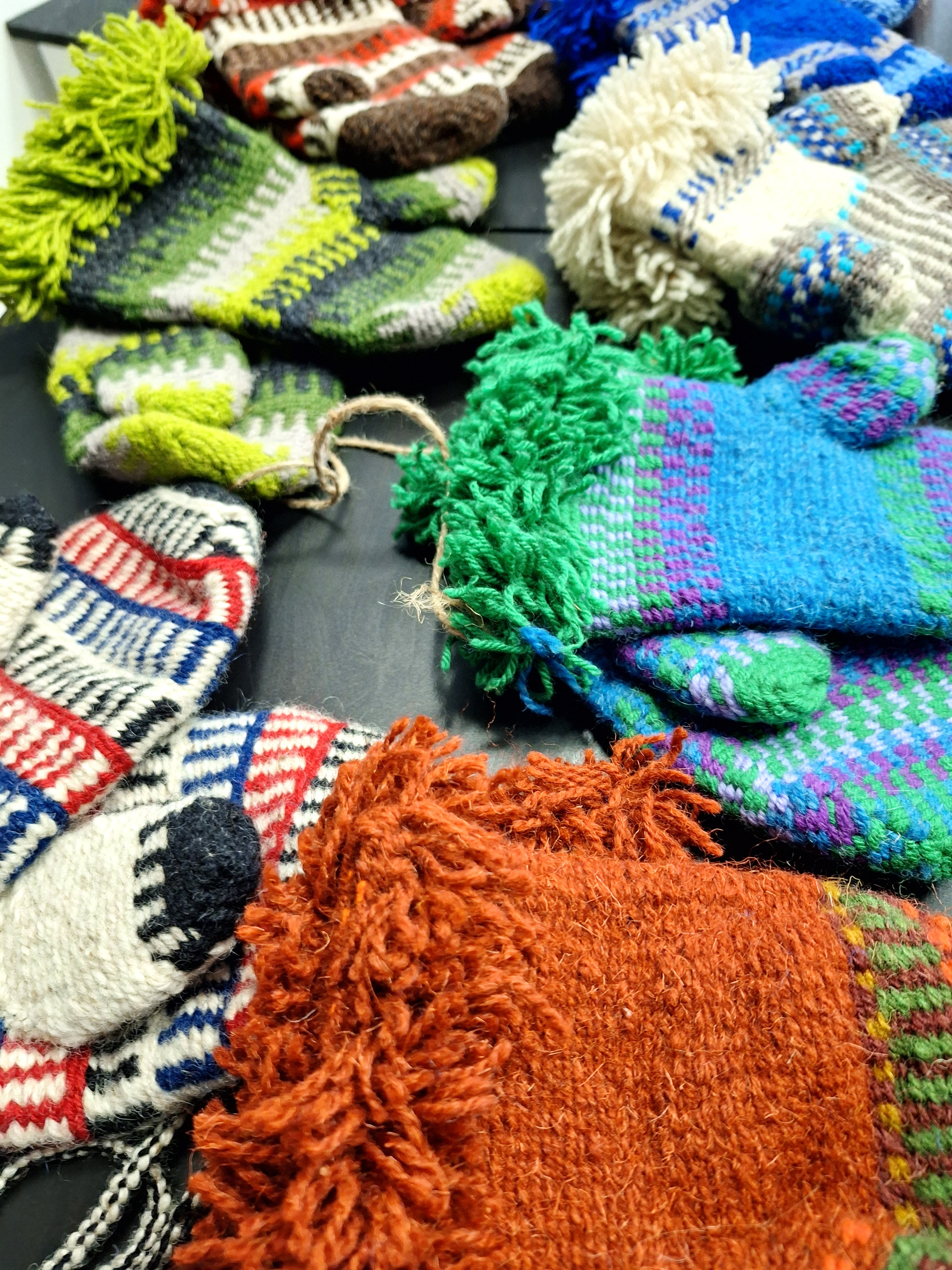
Rękawice wykonane współcześnie tradycyjną techniką „na desce”

Rękawice wytwarzane są z wełny owiec, polskich owiec górskich odmiany barwnej (z przewagą czarnych owiec), dzięki temu wykorzystywana wełna nie wymagała farbowania.  Do tkania rękawic wykorzystywano resztki wełny. Końcówki łączonych kawałków wełny pozostawały w środku, tworząc w ten sposób w rękawicy dodatkową warstwę izolacyjną.
Pierwotnie rękawice były dwukolorowe, w naturalnych kolorach wełny owczej (czarnej i białej). Wzory były nieskomplikowane. Niekiedy wplatano czerwoną nitkę - dla ochrony przed urokami. Z czasem zaczęto stosować wstawki z barwionej naturalnie wełny.
Tkanie rękawic odbywa się w domu, na formach zwanych „deską”. Do wykonania rękawicy potrzebne są dwie formy – jedna większa na całość rękawicy (tzw. dłoń) i druga mniejsza na kciuk (tzw. paluch). Wielkość formy określa rozmiar rękawicy. Osnowę z nici lnianych zahacza się w górnej partii formy o nacięcia, w dolnej o kołeczki. Liczba kołeczków odpowiada liczbie nacięć. Osnowa przeplatana jest jednocześnie dwoma wątkami, poczynając od góry, przy pomocy iglicy wykonanej z drewna lub ręcznie. Po zakończeniu pracy kołeczki, o które zahaczona jest osnowa w dolnej części formy są wyjmowane i cała rękawica jest ściągana z formy. Ostatnim etapem pracy jest przyszycie osobno wykonanego palucha i odwrócenie rękawicy do wewnątrz, w wyniku czego końcówki nitek są w środku, co jest uzupełniającą warstwą ocieplenia. Rękawice mogą być również wykończone frędzlami. 
Czas wykonania pary rękawic wynosi od 30 do 40 godzin. 

## Rękawice dla Berniego Sandersa
W 2021 roku tkaczki z Piwnicznej-Zdroju i Łomnicy-Zdroju przygotowały i wysłały rękawice furmańskie Berniemu Sandersowi. Inspiracją miało być zdjęcie z inauguracji prezydentury Joe Bidena, na którym widoczny jest Sanders w grubych, wełnianych rękawiczkach oraz pochodzenie ojca Sandersa (z okolic Limanowej). Rękawice wykonane dla Sandersa wzorowane były na historycznych rękawicach, eksponatach z Muzeum Regionalnego w Piwnicznej-Zdroju.